# Eulalia Guerrero Rivero
Eulalia Guerrero Rivero es una jueza venezolana. Actualmente se desempeña como magistrada del Tribunal Supremo de Justicia de Venezuela.

## Carrera
Rivero se desempeñó como coordinadora del despacho de recursos humanos de la Procuraduría General de Venezuela; según el portal del Instituto Venezolano del Seguro Social, cotizó hasta 2011 para la Procuraduría General.
El 23 de diciembre de 2015 fue designada por la Asamblea Nacional de mayoría oficialista como magistrada de la Sala Político Administrativa del Tribunal Supremo de Justicia de Venezuela (TSJ). Ha trabajado en el despacho 1 de la Sala Constitucional del TSJ.

## Sanciones
El 12 de abril de 2019 Rivero fue sancionada por Canadá, señalada junto con otros funcionarios de estar “directamente implicados en actividades que socavan las instituciones democráticas” en Venezuela y por la “persecución contra los miembros del gobierno interino” de Juan Guaidó. Los individuos sancionados no podrán negociar propiedades en Canadá o con canadienses, realizar transacciones de ningún tipo en ese territorio, recibir servicios financieros ni disponer de bienes a su nombre o de terceros en el país.